# Średniowieczna Tesalia
Średniowieczna Tesalia – państwo w środkowo-wschodniej Grecji, rządzone przez dynastię Angelosów wywodzącą się z Angelosów władających Epirem. W 1333 roku przeszło w ręce Bizantyjskie, a następnie Serbskie. W XV wieku została podbita przez Osmanów.

## Władcy Tesalii

### Dynastia Angelosów(Komnenodukasi)
- Jan I Angelos (1271–1289)
- Konstantyn Angelos (1289–1303)
- Teodor Angelos (1289–1299)
- Jan II Angelos (1303–1318)

- Stefan Gabrielopulos (sebastokrator 1318-1333)

### Panowanie Bizancjum 1333–1348
- Michał Monomachos (1333–1342), namiestnik (od 1333 we wschodniej Tesalii, od 1335 w całym regionie)
- Jan Angelos (1342–1348), namiestnik i sebastokrator

### Panowanie serbskie 1348–1356
- Preljub (1348–1356), podporządkowany carowi Serbii Stefanowi Uroszowi IV

### Dynastia Orsini
- Nicefor II Orsini (1356–1359) (także despota Epiru)

### Dynastia Nemanjić
- Symeon Urosz Nemanjić (1359–ok.1370), (także despota Epiru i samozwańczy cesarz Serbów i Greków)
- Jan Urosz Nemanjić (ok.1370–ok.1373), (także samozwańczy cesarz Serbów i Greków)

### Panowanie Bizancjum ok. 1373–1394
- Aleksy Angelos Philanthropenos (ok. 1373–ok. 1390)
- Manuel Angelos Philanthropenos (ok. 1390–1393)
- 1393 - podbój Tesali przez Turków Osmańskich